# Saint-Pierre-de-Bœuf
Saint-Pierre-de-Bœuf è un comune francese di 1 639 abitanti situato nel dipartimento della Loira della regione dell'Alvernia-Rodano-Alpi.

## Società

### Evoluzione demografica
Abitanti censiti